# Гетьман Сагайдачний (фрегат)
«Гетьман Сагайдачний» — фрегат проєкту 11351 (шифр «Нерей», англ. Krivak-III class за класифікацією НАТО), багатоцільовий корабель Військово-Морських Сил України, флагман ВМС України до березня 2022 року. Бортовий номер F130 (до 2018 U130).
Був закладений у 1990 році, спущений на воду 1992 року, включений у бойовий склад ВМС України 2 квітня 1993 року.
Під час російського вторгнення в Україну 2022 року фрегат перебував на ремонті в порту Миколаєва і 3 березня 2022 року був частково затоплений для уникнення захоплення.[⇨]
Названий на честь Петра Конашевича-Сагайдачного — кошового отамана Запорізької Січі у XVII сторіччі, організатора морських козацьких походів.

## Особливості проєкту
Проєкт прикордонних сторожових кораблів 11351 (або 1135П) є еволюцією сторожовиків проєктів 1135 і 1135М, які масово будувалися для ВМФ СРСР у 70-х-80-х роках XX століття.
Проєкт 1135 був створений на перехресті двох напрямків в еволюції протичовнових кораблів радянського флоту — малих (проєкти 159 і 35) і великих (проєкт 61). У той час головним завданням Радянського ВМФ вважалася боротьба з атомними підводними човнами потенційного противника у світовому океані. Тактико-технічне завдання на проєкт 1135 було сформоване у 1964 році. Основне призначення сторожового корабля було «тривале патрулювання з метою пошуку і знищення підводних човнів противника і охорона кораблів і суден у морі». В результаті був створений вдалий проєкт газотурбінного корабля. Вперше на вітчизняному кораблі відносно невеликої водотоннажності вдалося розмістити потужне протичовнове озброєння, включаючи протичовновий ракетний комплекс (ПЧРК) «Метель».
Проєкт 11351 є подальшою модернізацією проєкту 1135М. Наприкінці 70-х років виникла необхідність контролю великих морських акваторій 200-мильної економічної зони. У зв'язку з цим у Ленінграді у Північному ПКБ за завданням КДБ СРСР на базі проєкту 1135/1135М було розроблено технічний проєкт прикордонного сторожового корабля, що отримав шифр 11351. Корпус, енергетична установка, головні механізми та обладнання корабля залишилися аналогічними як і в проєкті 1135М. Конструктори відмовилися від ПЧПК Метель, але залишили реактивно-бомбову установку РБУ-6000 і торпедні апарати. У носовій частині встановили арткомплекс АК-100. На кормі обладнаний злітний майданчик і ангар для постійного базування вертольота. Зенітно-ракетний комплекс «Оса-М» був залишений тільки один, на носі корабля. У кормовій частині надбудови встановили на бортах по дві автоматичні 30-мм артустановки АК-630М. Гідроакустичні станції, (ГАС), «Титан» і «Вега» замінили комплексами «Платина» та «Бронза». Внаслідок цього водотоннажність корабля зросла на 300 тонн, однак корабель став універсальним з цілком збалансованими характеристиками.
З 1981 по 1992 рік кораблі проєкту 11351 будувалися на керченському суднобудівному заводі «Залив». Усього було побудовано вісім кораблів за даним проєктом.

## Історія корабля
Корабель був закладений 5 жовтня 1990 року як сторожовий корабель «Кіров» на елінгу СБЗ Залив у Керчі, на замовлення морських частин прикордонних військ КДБ СРСР. Був восьмим кораблем цієї серії. Відмінністю від базового проєкту було оснащення корабля активними заспокоювачами хитавиці. Спущений на воду 29 березня 1992 року. В червні того ж року урядом України було прийняте рішення про добудову корабля для Військово-Морських Сил, формування яких щойно розпочалося. Кораблеві було присвоєне ім'я «Гетьман Сагайдачний» на честь гетьмана реєстрового козацтва i Війська Запорозького Петра Кононовича Конашевича-Сагайдачного.
Включений у бойовий склад ВМС України 2 квітня 1993 року. 4 липня 1993 року на флагмані Військово-Морських Сил України було урочисто піднято військово-морський прапор. Прапор командирові корабля капітану 3 рангу Володимиру Катушенкові вручив перший командувач ВМС України віце-адмірал Борис Кожин.
Перший офіційний похід українського флагмана запланований на 1994р став під загрозою, через вкрай нестабільну економічну ситуацію, в кінці 1993р, коли рівень інфляції сягнув рекордних 2000%. В тій ситуації фінансування походу взяв на себе "Фонд сприяння розбудові Чорноморського Флоту", який вже на той час суттєво допомагав ВМС, на чолі якого був Львів'янин, Павло Гавришкевич.
У червні 1994 року незважаючи на вкрай важку ситуацію, фрегат "Гетьман Сагайдачний" здійснив свій перший офіційний візит до Франції до французького міста Руан на святкування 50-річчя висадки союзних військ у Нормандії «Армада свободи». Там він став одним з найпопулярніших кораблів, його відвідали понад 10 тисяч гостей. Після завершення свята «Армада свободи» на зворотному шляху до берегів Батьківщини «Гетьман Сагайдачний» провів успішні навчання з французьким  вертольотоносцем «Жанна Д'арк».
В той день Жовто-Блакитний прапор України гордо замайорів підтверджуючи свою незалежність.
3 березня 1995 року фрегат «Гетьман Сагайдачний» розпочав перший у новітній історії ВМС ЗС України похід в Індійський океан. Тоді він успішно здійснив плавання в непростих навігаційних умовах, пов'язаних із проходом вузини та інтенсивним судноплавством. Під час походу українські військові моряки пройшли Суецький канал і здійснили захід в столицю Об'єднаних Арабських Еміратів Абу-Дабі. Саме там проходила виставка озброєння «Айдекс-95», на якій свій перший крок до світового ринку торгівлі зброєю та військовою технікою зробила й Україна. Також під час переходу у Червоному морі екіпаж корабля успішно виконав курсове завдання К-1, яке, як кажуть, є путівкою до виконання всіх завдань у морі.
У тому ж році корабель відвідав порт Варна (Болгарія) і Спеція (Італія). У 1996 році зробив перший трансатлантичний похід на чолі загону кораблів ВМС України до США в порт Норфолк. Тоді ж здійснені ділові візити (двічі) у порти Гібралтар (Велика Британія) і Понта-Делгада (Португалія) на Азорських островах.
З 29 липня по 1 серпня 1996 року брав участь у навчаннях «Море-96».
У 1996 році відвідав Поті, Стамбул і Варну. У червні 1999 року здійснив офіційний візит у складі загону кораблів ВМС України до Ізраїлю в порт Хайфа. У 2000–2004 роках самостійно і у складі груп кораблів відвідував різні порти Туреччини та Болгарії.
У вересні 1999 року брав участь у навчаннях «Дуель—99».
У 2008 році корабель упродовж трьох місяців брав участь в антитерористичній операції НАТО «Активні зусилля» у Середземному морі.
З 22 серпня і до 21 грудня 2012 року перебував на плановому ремонті в ПАТ «Севастопольський морський завод». Підприємство здійснило плановий доковий ремонт корабля, поточний і підтримуючий ремонт ракетно-артилерійського озброєння, радіотехнічного озброєння, ремонт внутрішніх приміщень судна.
Згідно з досягнутими домовленостями в рамках військового партнерства України з НАТО заплановано, що в період з вересня 2013-го по січень 2014 року українські сили і засоби залучатимуться до виконання завдань у складі антипіратської операції НАТО «Океанський щит». Передбачено, що в район операції відбуде фрегат ВМС ЗС України «Гетьман Сагайдачний» разом із палубним вертольотом Ка-27 та групою спеціального призначення (оглядовою командою).
Неодноразово приймав на своєму борту вищих державних діячів — Президента України Леоніда Кучму в 1996, 2000, 2001 роках, Президента Російської Федерації Володимира Путіна в 2000, 2001 роках, Президента України Віктора Ющенка в 2005 році, Президента України Віктора Януковича в 2010 році.

### Російсько-українська війна

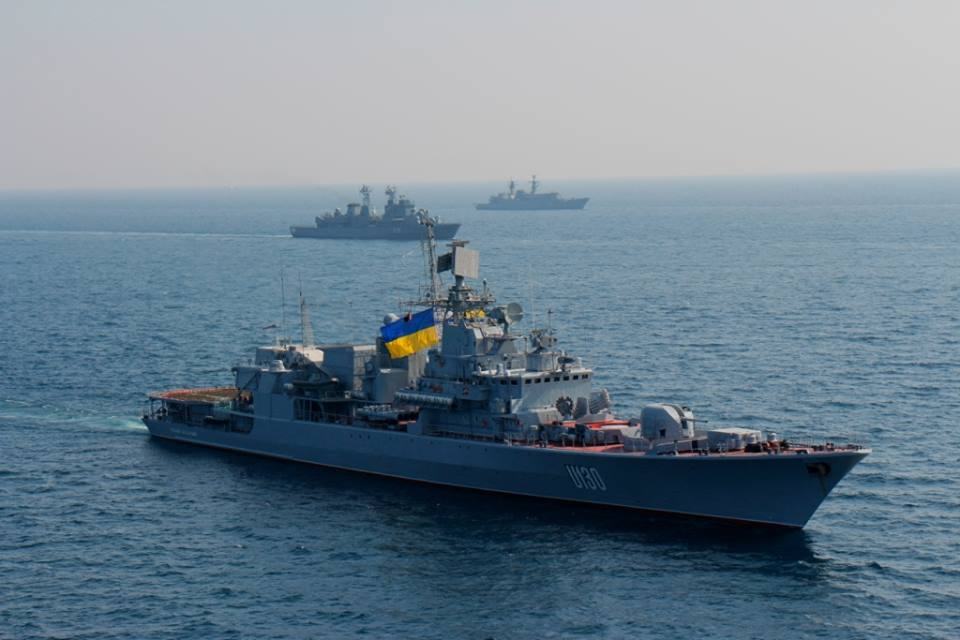
Українсько-американське навчання «Сі Бриз — 2016»

1 березня 2014 року капітан Роман П'ятницький відмовився виконувати злочинні накази російського окупаційного командування і весь склад залишився вірним присязі та народу України.[джерело?]
14 березня 2014 року корабель зіткнувся з військово-морською групою російських кораблів в українських територіальних водах, коли фрегат підійшов до групи, вони вийшли в міжнародні води.[джерело?]
З березня 2014 року став базуватися в Одесі.
В листопаді 2014 року судноверф «Україна» Одеського морського порту почала ремонт одного з важливих вузлів «Гетьмана Сагайдачного».
9 вересня 2016 року малі броньовані артилерійські катери U174 «Аккерман» та U175 «Бердянськ» на навчальних стрільбах у супроводі фрегату «Гетьман Сагайдачний» виявили російський протичовновий корабель «Смєтлівий», який провів захоплення цілі й вів українські кораблі своїм бортовим озброєнням. «Гетьман Сагайдачний» поставив димову завісу, під покровом якої катери підійшли ближче до російського корабля, розділилися та взяли його в напівобхват. Кораблі були готові до бою, снаряди були вже у люфі. «Смєтлівий» був змушений відступити. Таким чином «український москітний флот» здобув свою першу перемогу.
В 2017 році було проведено доковий ремонт на Іллічівському судноремонтному заводі, а потім планувалася модернізація корабля.
В листопаді 2017 року Міністерство оборони України уклало угоду з ПрАТ «Кузня на Рибальському» контракт на виконання комплексу ремонтно-модернізаційних робіт на фрегаті F130 «Гетьман Сагайдачний». Під час модернізації за проєктом 58351 на фрегаті планувалось замінити радіолокаційну станцію МР-750 на РЛС SMART-S (Signaal Multibeam Acquisition Radar for Targeting) виробництва Thales Group, встановити автоматизовану систему бойового управління (АСБУ) «Контур», системи керування вогнем корабельної артилерії «Спис-К» і «Протазан-К» та інше обладнання.
Проте ремонт виконано не було, і в жовтні 2021 року стало відомо про стягнення з приватного акціонерного товариства «Завод „Кузня на Рибальському“» 47,3 мільйона гривень штрафу за невиконання державного контракту на ремонт і модернізацію флагману ВМС ЗС України.
Вранці 2 квітня 2018 року «Гетьман Сагайдачний» покинув Практичну гавань Одеського порту та вийшов у море для проведення спільних маневрів за програмою PASSEX разом із турецькими корветом «Боюкада» та фрегатом «Саліхрейс», які гостювали в Одесі з 30 березня, після чого гості покинуть українські територіальні води, щоб продовжити свої навчання «Морська зірка».
6 серпня 2020 на кораблі виявили коронавірус.
У 2021 році на модернізацію флагмана ВМС ЗС України фрегату «Гетьман Сагайдачний» планували виділити 436 млн гривень, у цю суму також включений ремонт корабля. Зокрема, має бути модернізовано РЛС виявлення надводних цілей МР-750 «Фрегат-МА». Проводило ці роботи державне підприємство «Квант-Радіолокація».
3 липня 2021 року зайшов на ремонт на суднобудівно-судноремонтний завод «Нібулон» у Миколаєві. На той час не було відомо який обсяг робіт заплановано провести та чи включають вони роботи з модернізації про які вже тривалий час йшла мова.
Наприкінці 2021 року була підписана угода з підприємством «Дослідно-проектний центр кораблебудування». Для успішної реалізації проєкту головний виконавець буде кооперуватись з іншими українськими підприємствами — Науково-виробничий комплекс газотурбобудування «Зоря»-«Машпроект», Миколаївський суднобудівний завод, Суднобудівельно-судноремонтний завод «Нібулон» та інші.

### Російське вторгнення в Україну 2022 року
Станом на 24 лютого, на кораблі не функціонували дизельні генератори, а також були проблеми із системами озброєння: була не в робочому стані ЗРК Оса-МА2, довгий час не здіснювали пуски із торпедних апаратів, не були справними акустичні станції виявлення підводних цілей «Платіна» і «Бронза». Були значні проблеми із станцією надводного спостереження та виявлення цілей, та ряд інших проблем. Частково це мали вирішити під час ремонту на Чорноморському суднобудівному заводі в Миколаєві (виконавцем робіт був завод Нібулон).
Під час російського вторгнення в Україну 2022 року фрегат перебував на ремонті в порту Чорноморського суднобудівного заводу в Миколаєві. 3 березня 2022 року фрегат був частково затоплений за наказом командира. Міністр оборони Олексій Резніков сказав, що причина затоплення — щоб кораблем, який стояв у ремонті, не могли скористатися вороги.
У червні 2022 року генерал-майор Дмитро Марченко, що командував обороною Миколаєва, сказав, що корабель не потопили, а підтопили. За його словами, воду ще можна буде відкачати та відновити корабель.

## Командири корабля
1. Катушенко В. С. (1992—1993);
2. Настенко С. В. (1993—1997);
3. Гончаренко П. Д. (1998—2002);
4. Березовський Д. В. (2002—2005);
5. Гелунов А. М. (2005—2009);
6. П'ятницький Р. Л. (2009—2014);
7. Іванін Д. В. (2014—2018)
8. Корецький О. О. (2018—2022)[29]

## У культурі
Фрегат Гетьман Сагайдачний був зображений на поштових марках і конвертах пошти України.

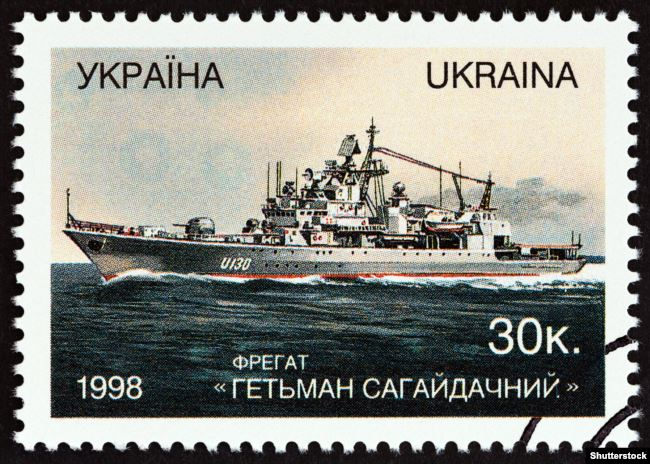
Поштова марка, 1998
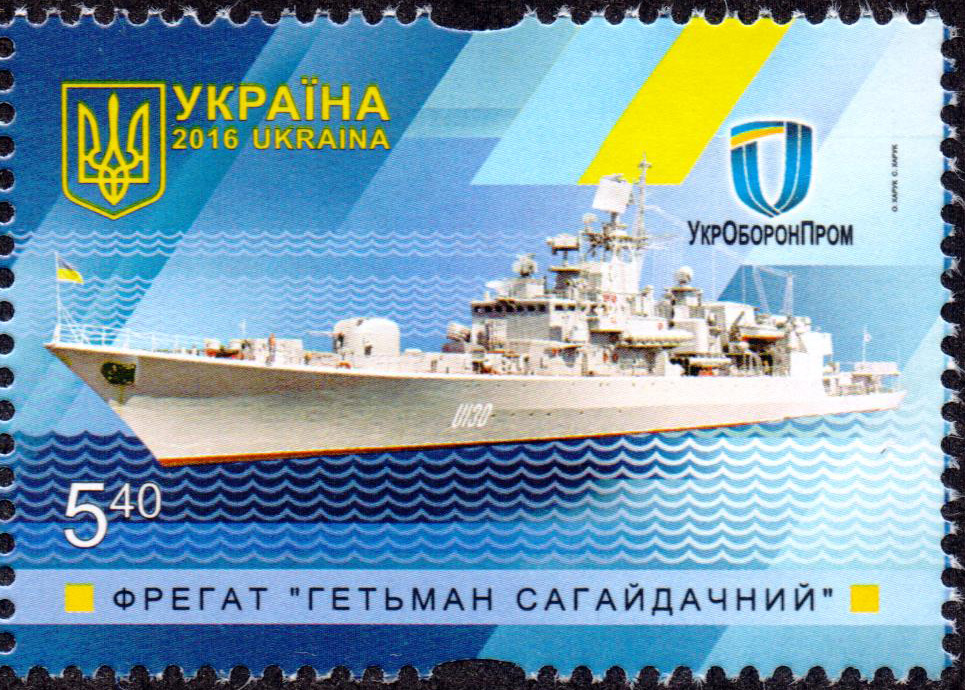
Поштова марка, 2016
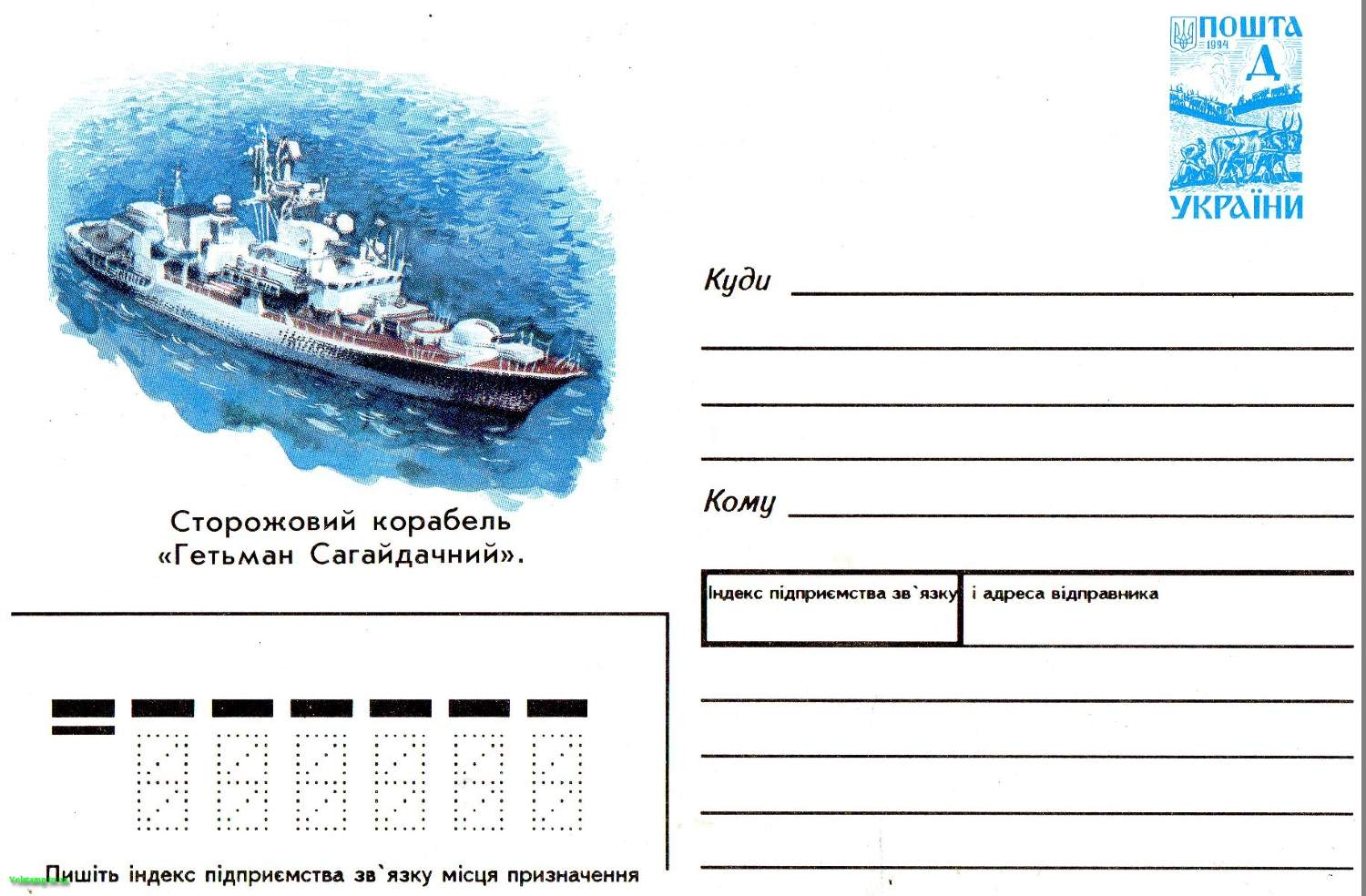
Конверт, 1996
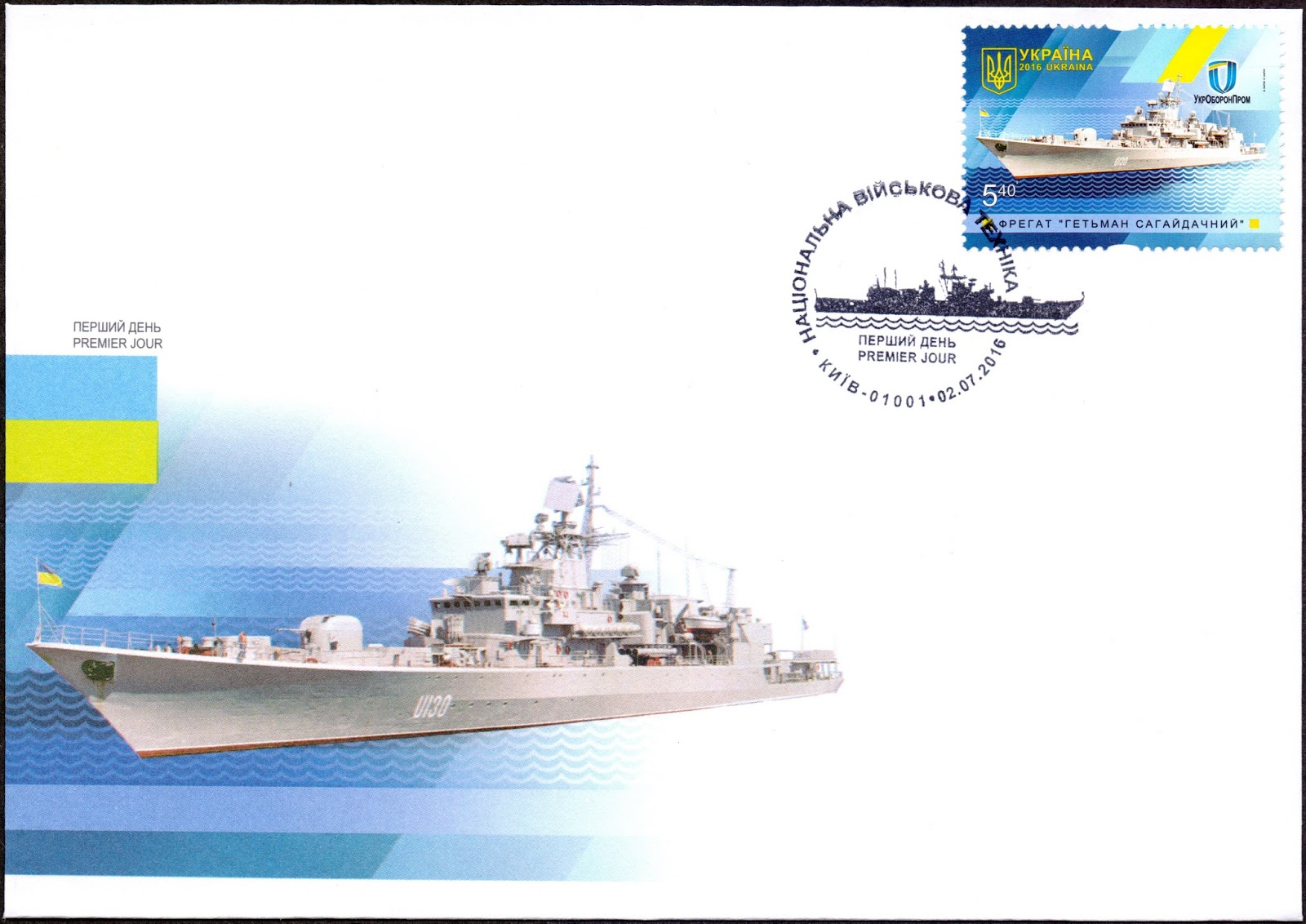
Конверт, 2016

## Галерея

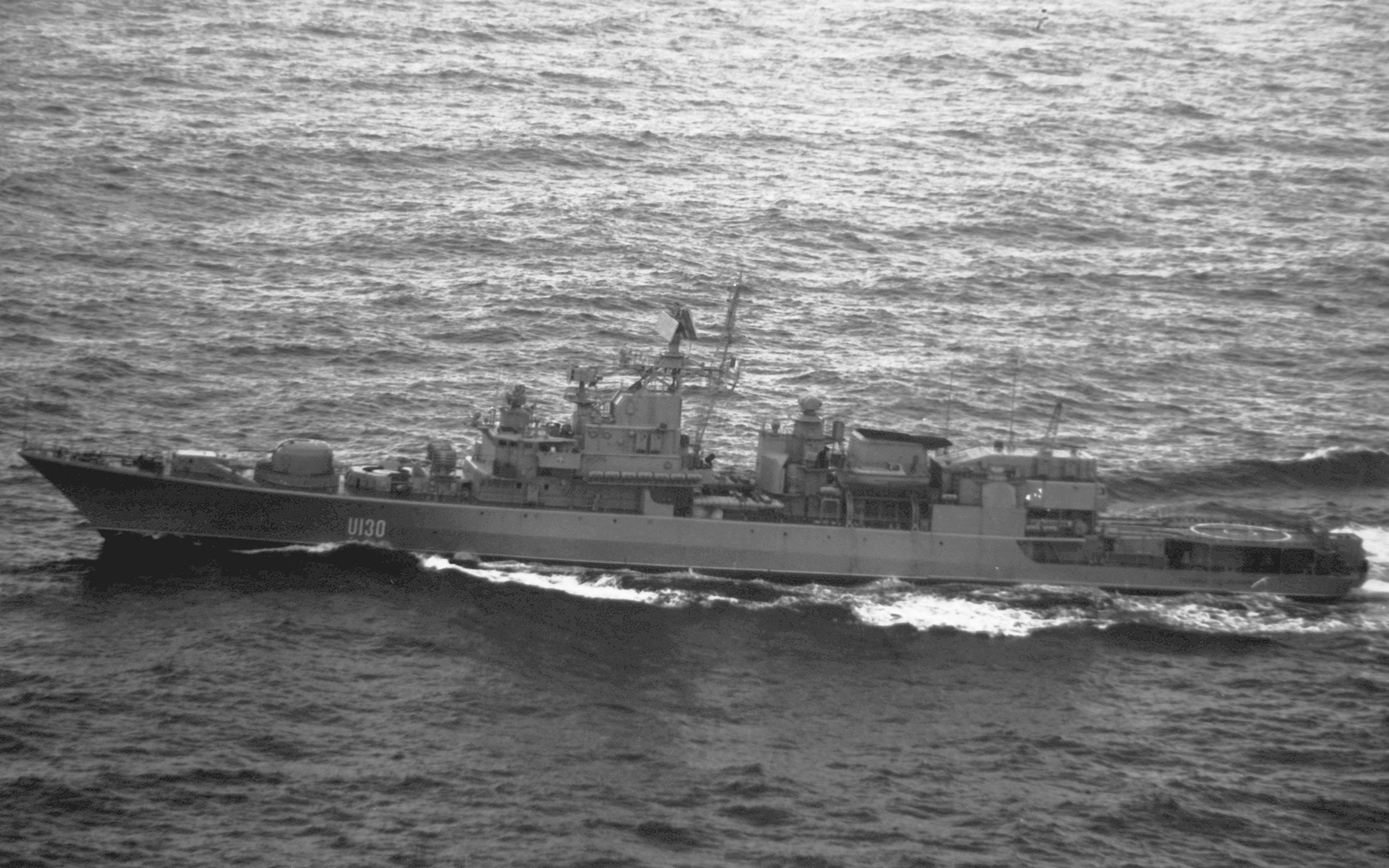
«Гетьман Сагайдачний» (15 листопада 1995 року) біля Сицилії
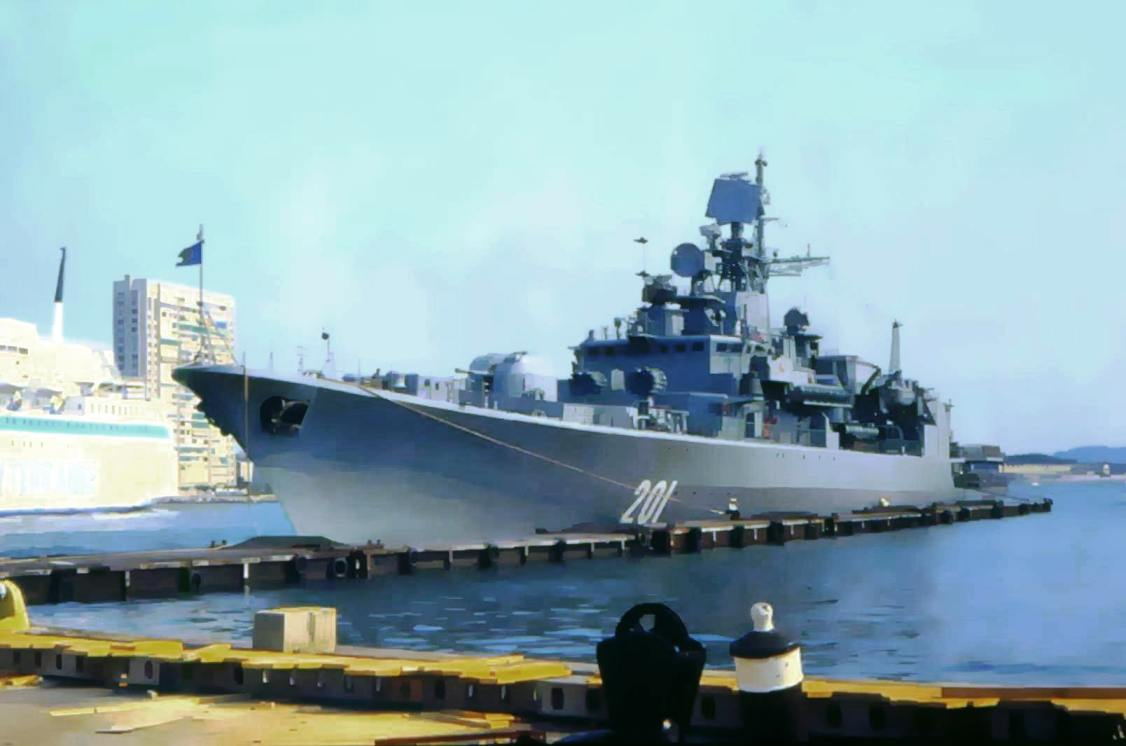
«Гетьман Сагайдачний» в 1994 році (Тулон, Франція)
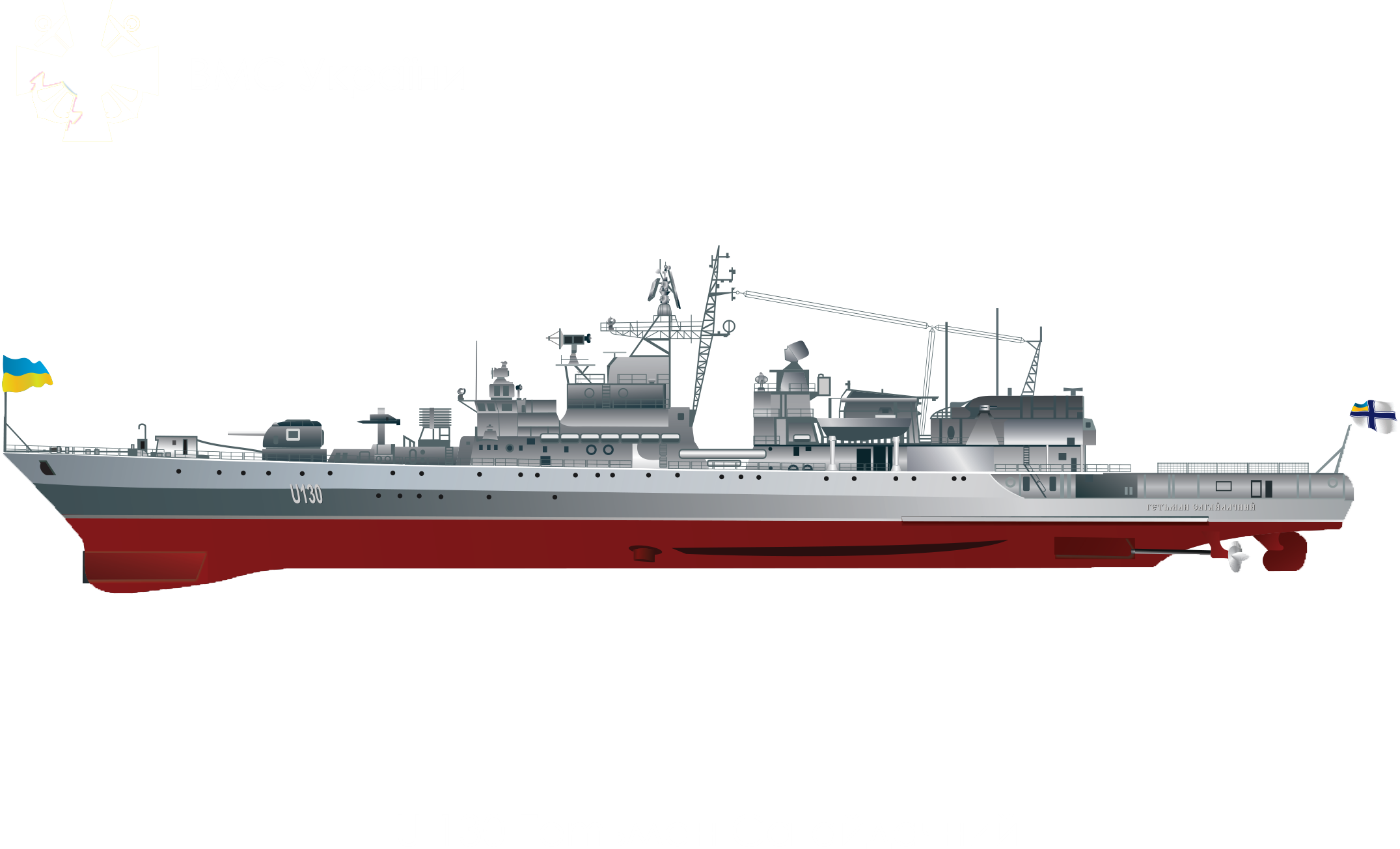
Профіль «Гетьман Сагайдачний»
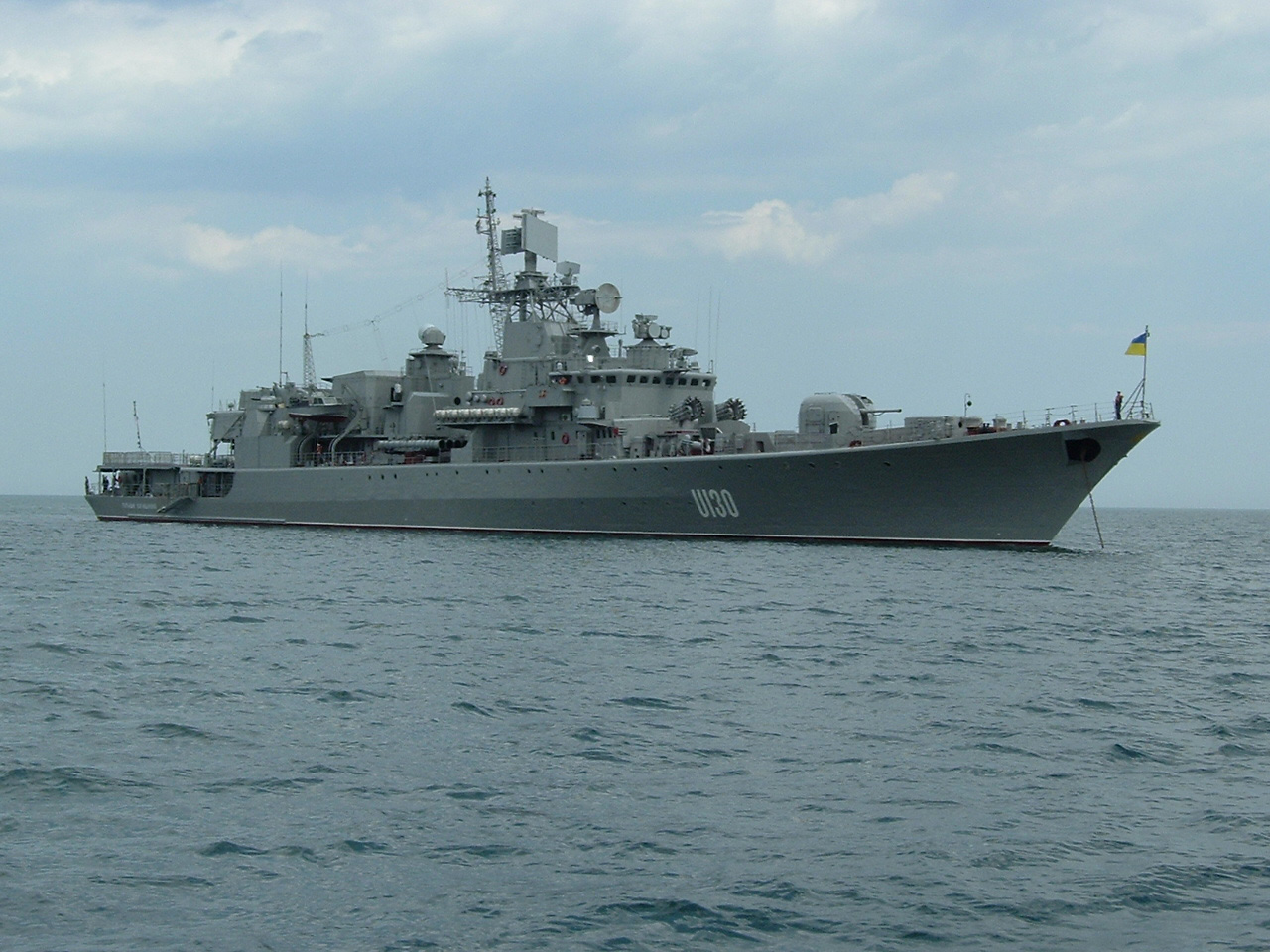
5 лютого 2003 року
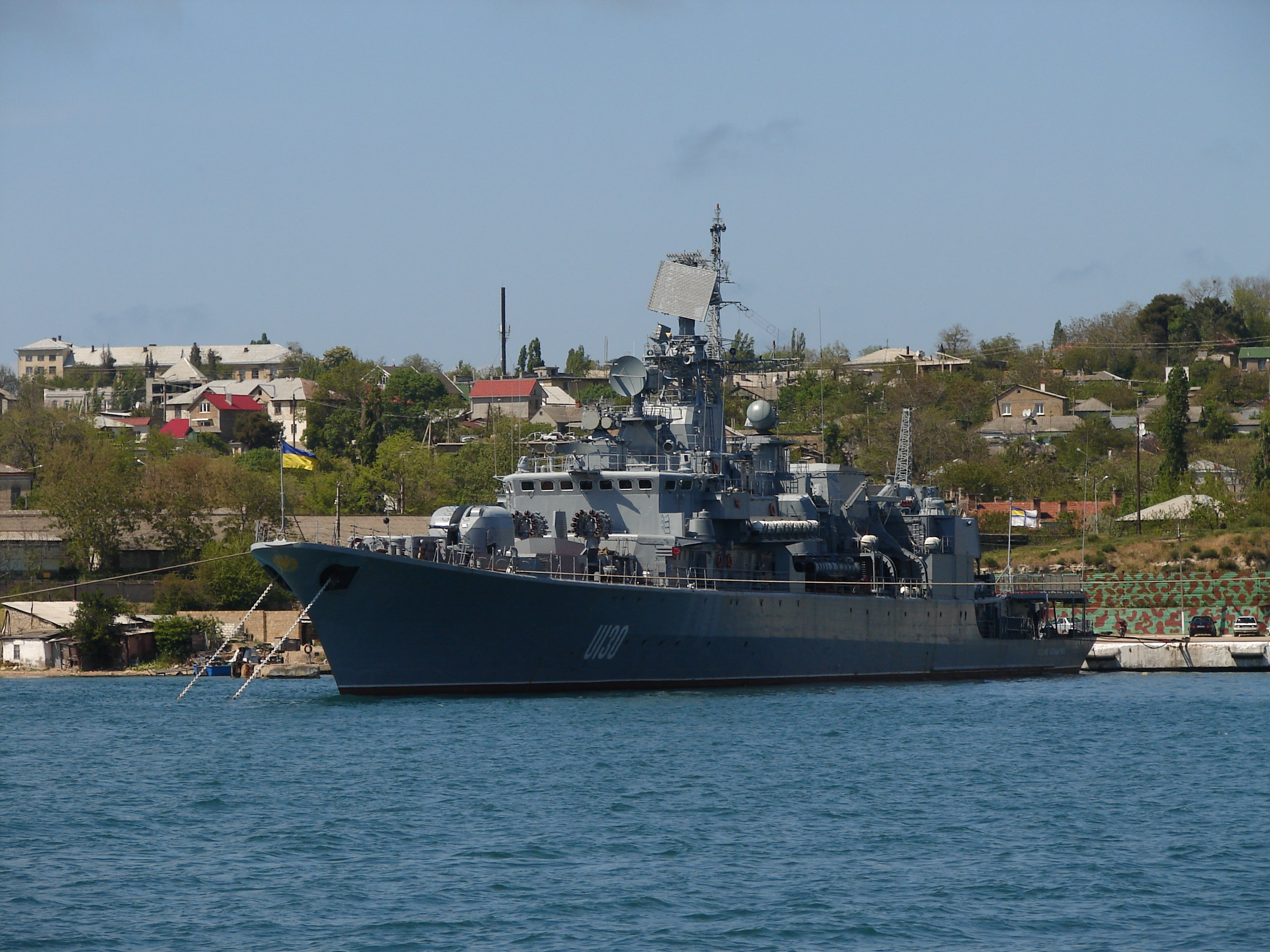
«Гетьман Сагайдачний» в Севастополі, 14 травня 2009 року

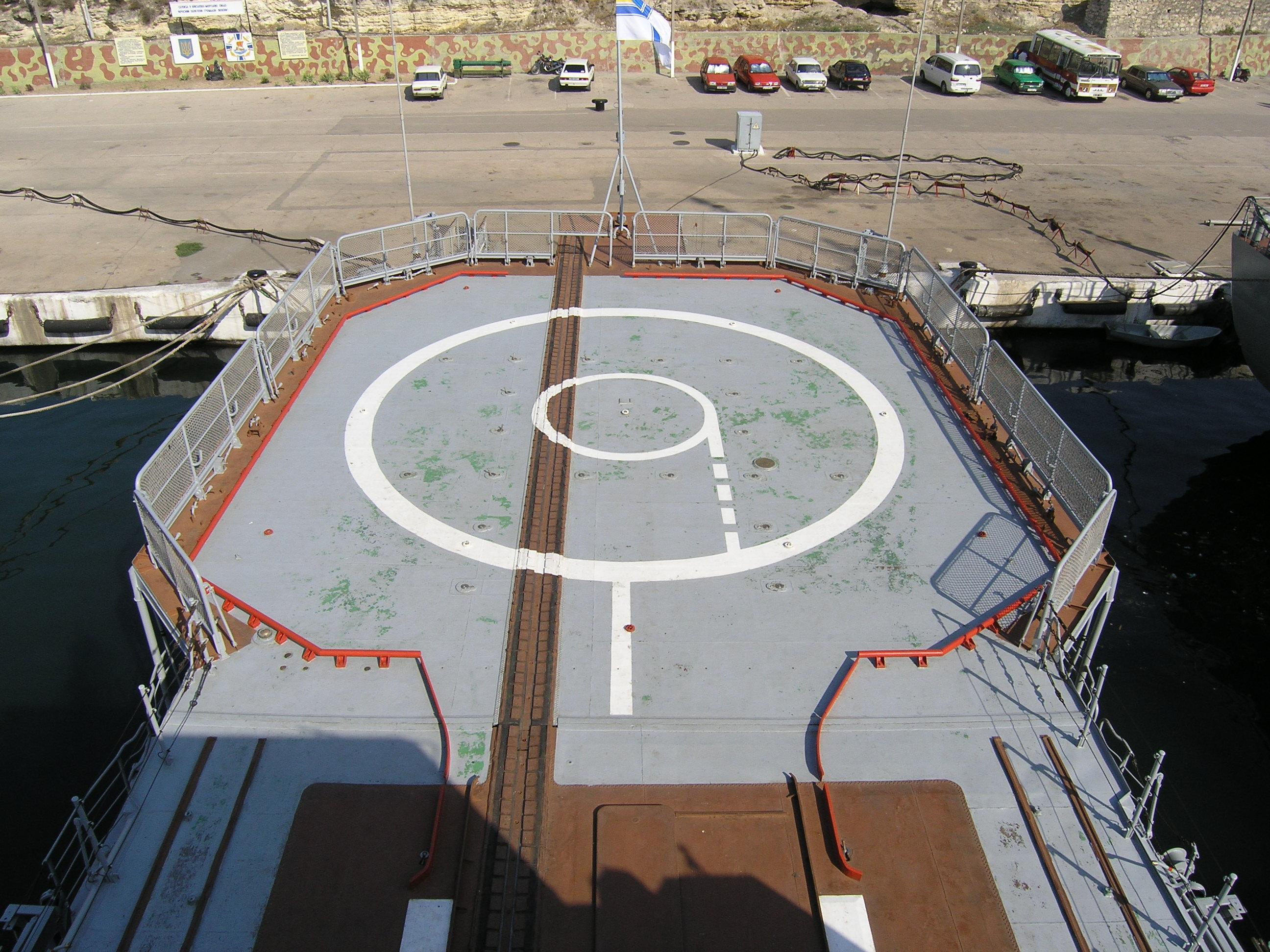
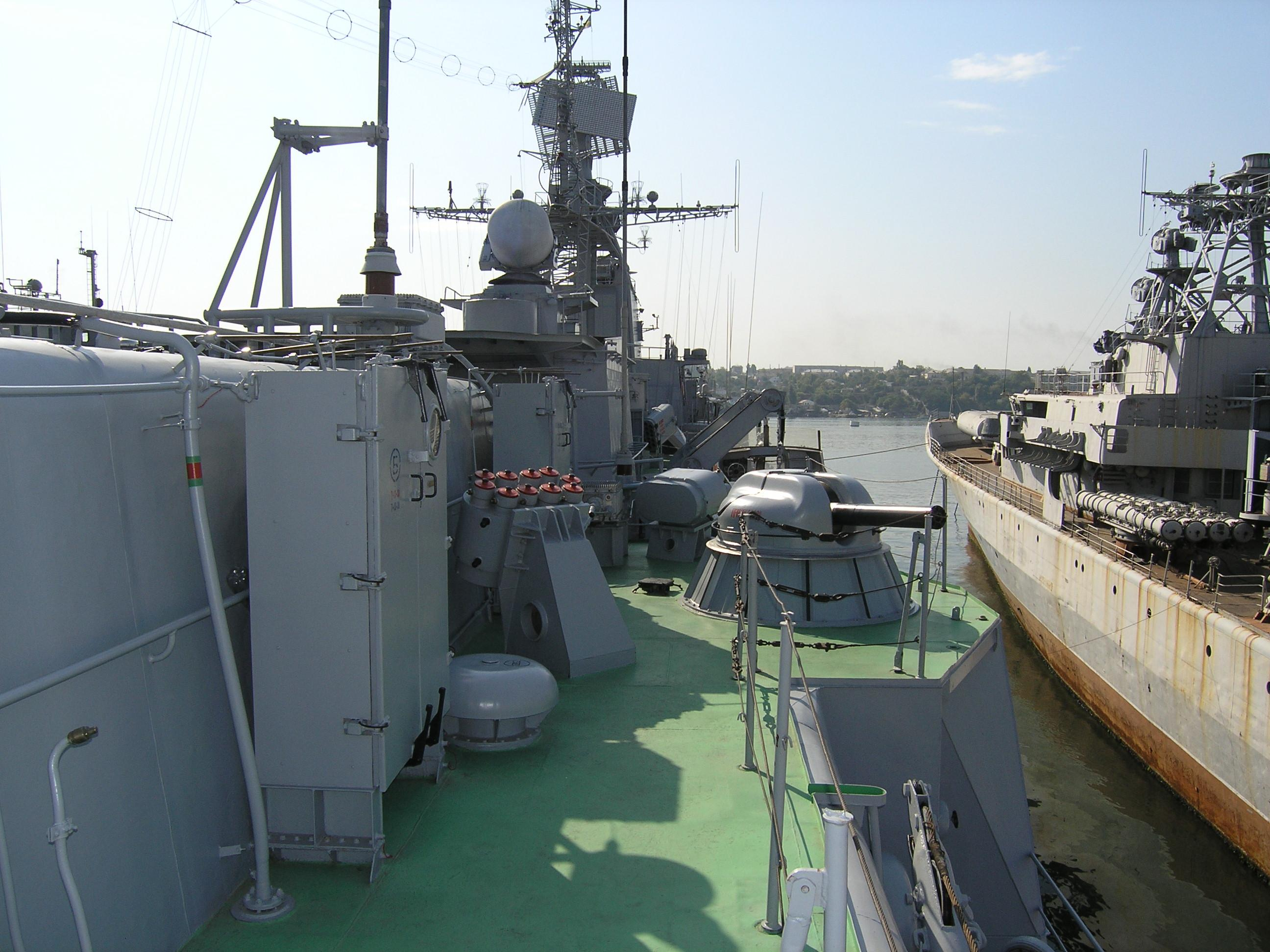
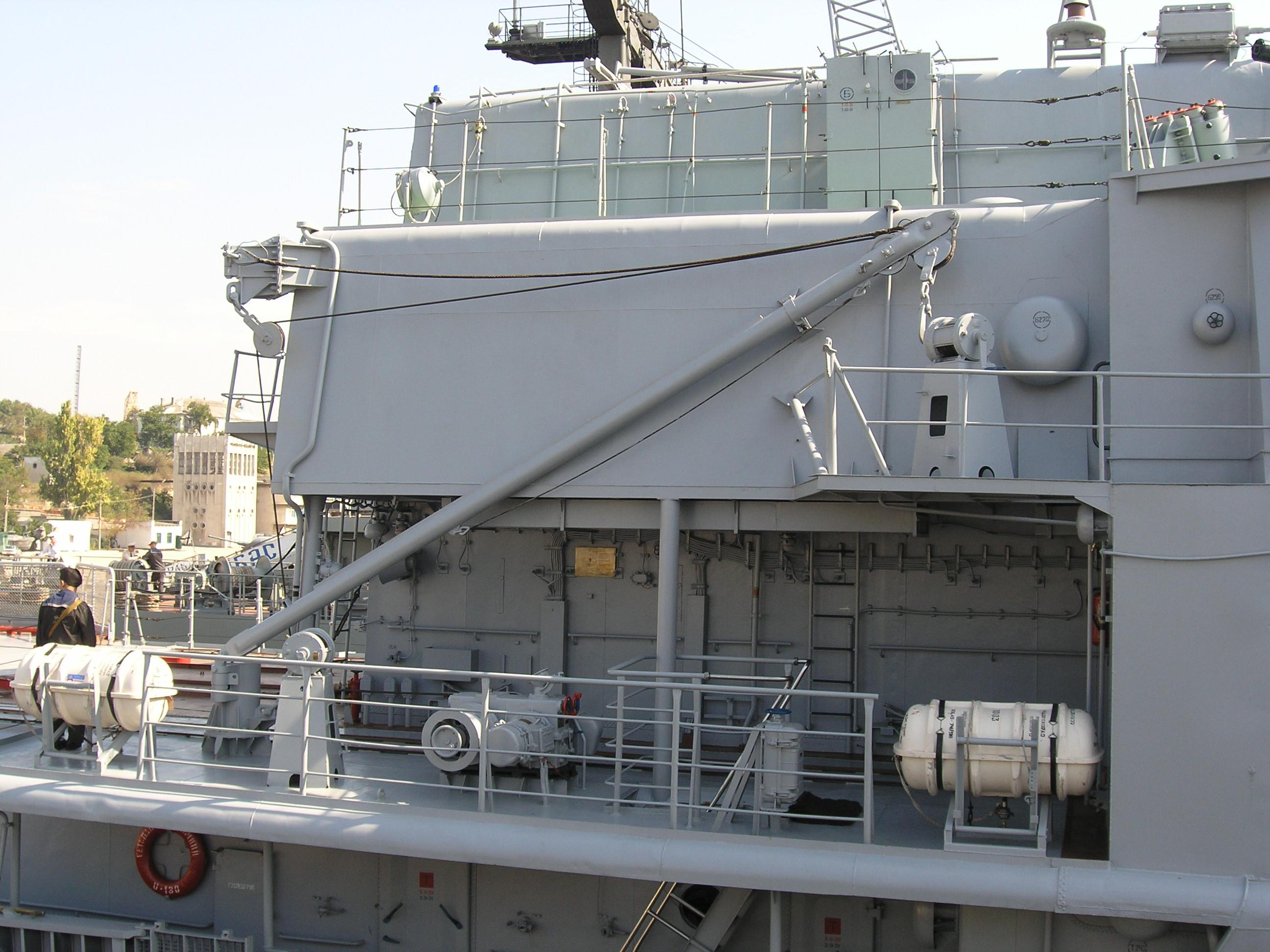
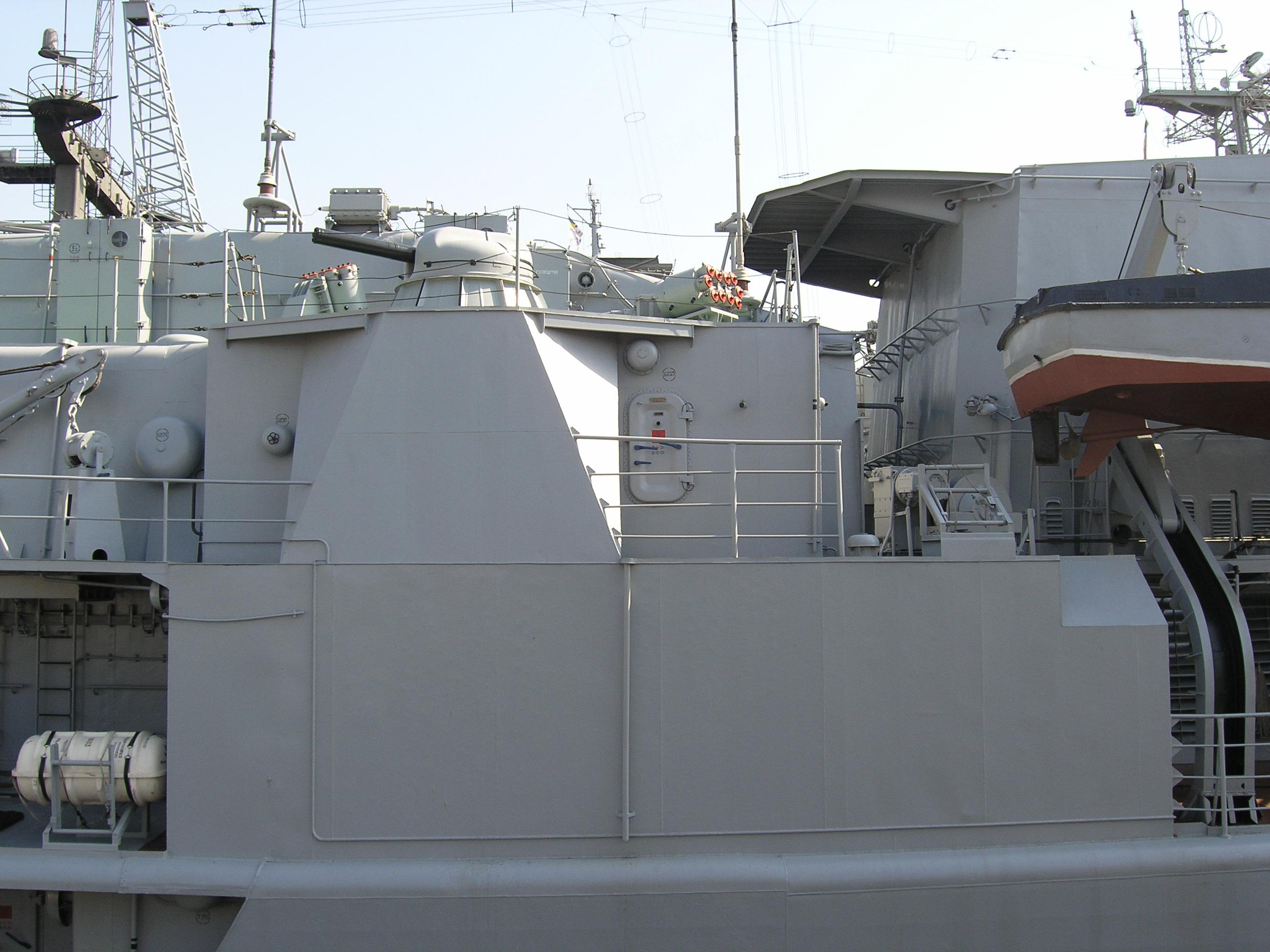
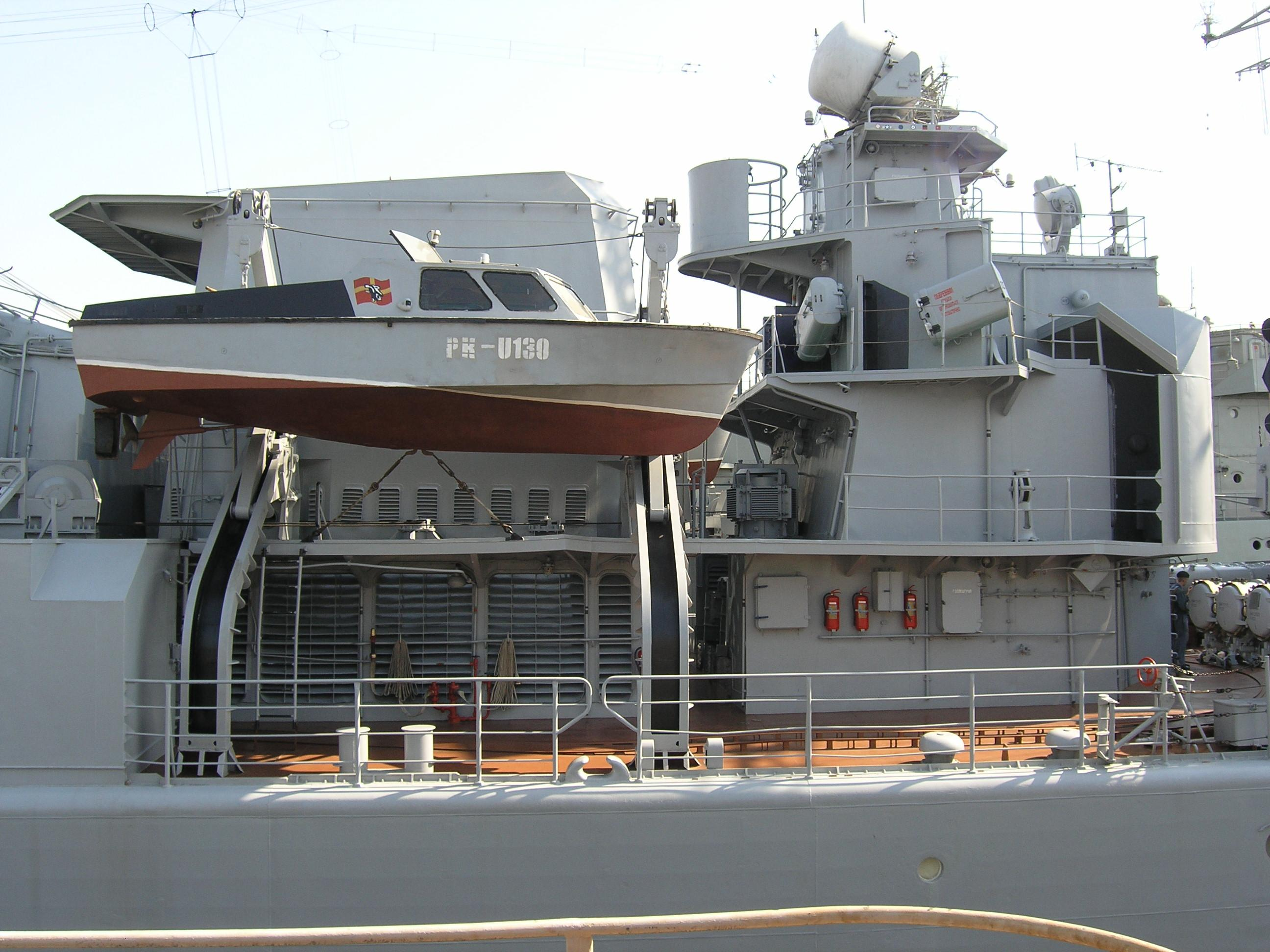
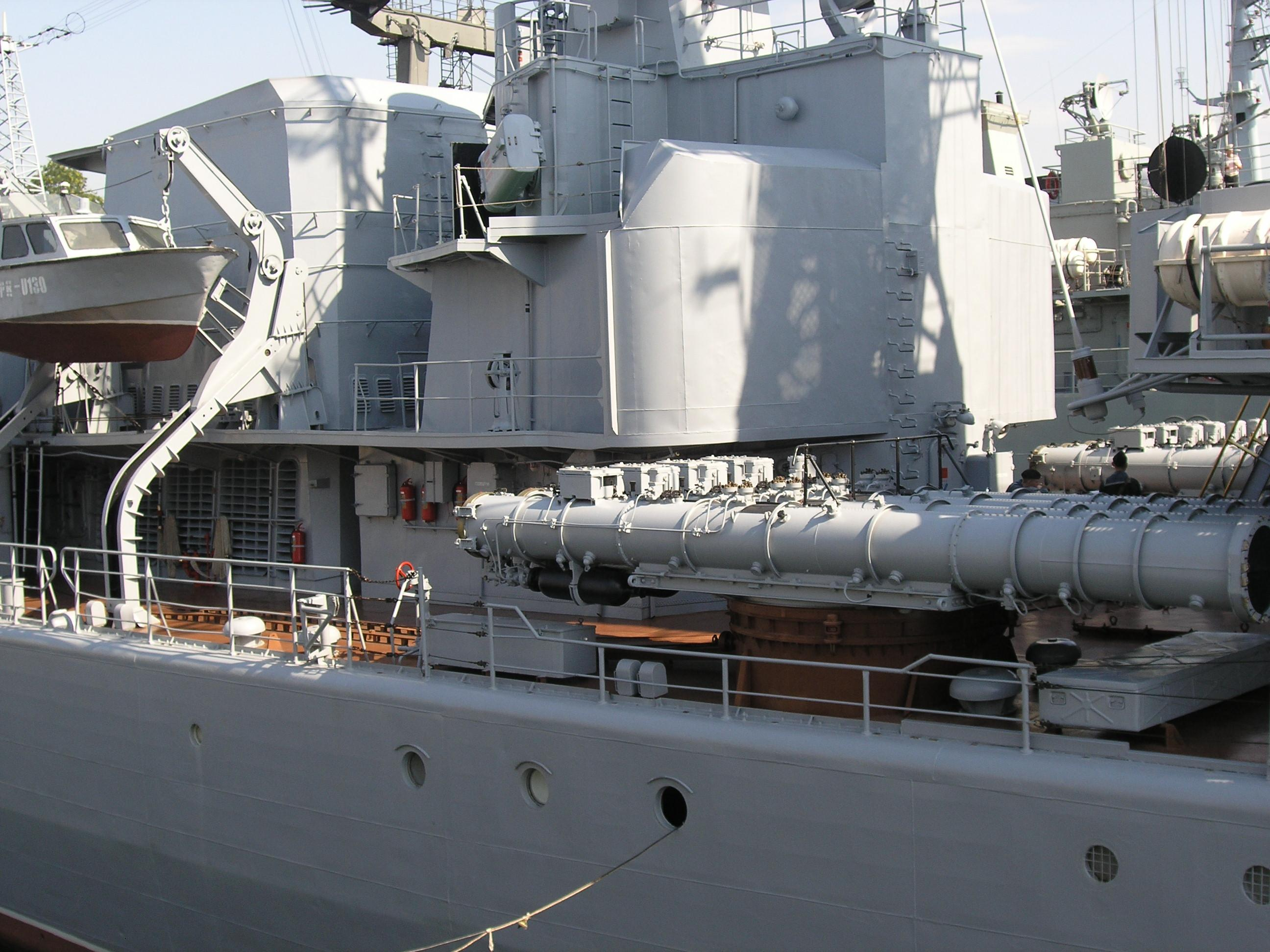
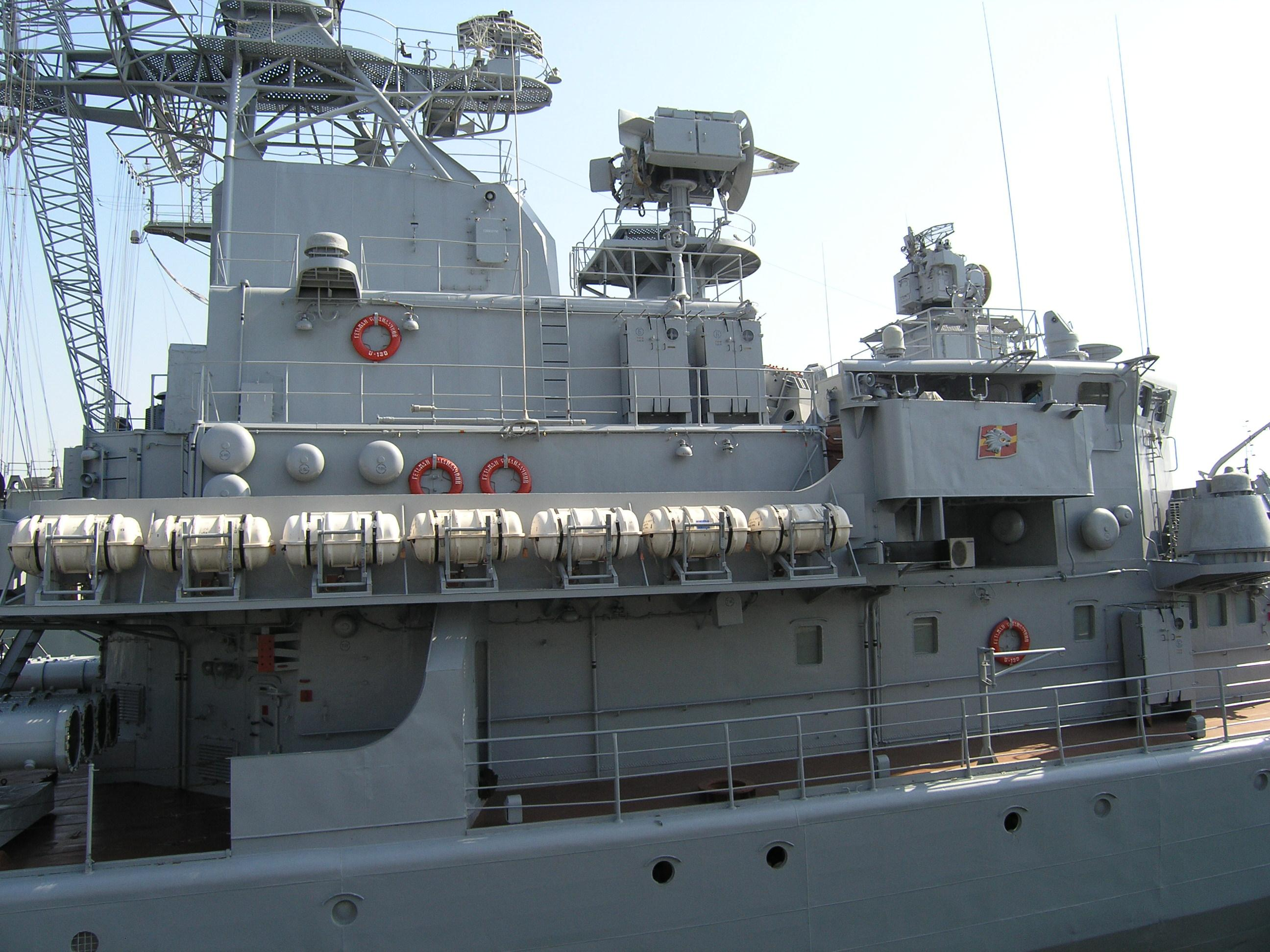
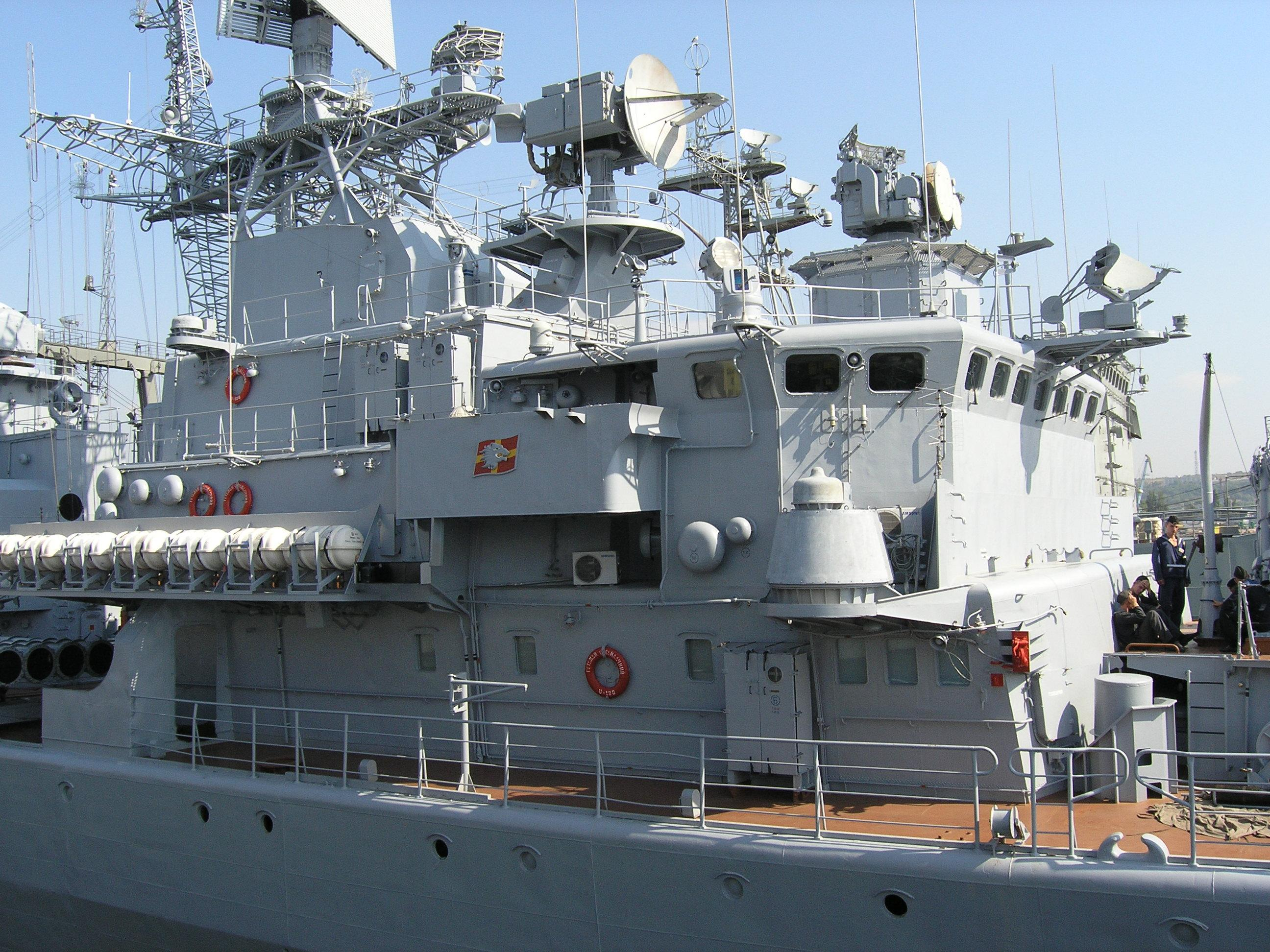
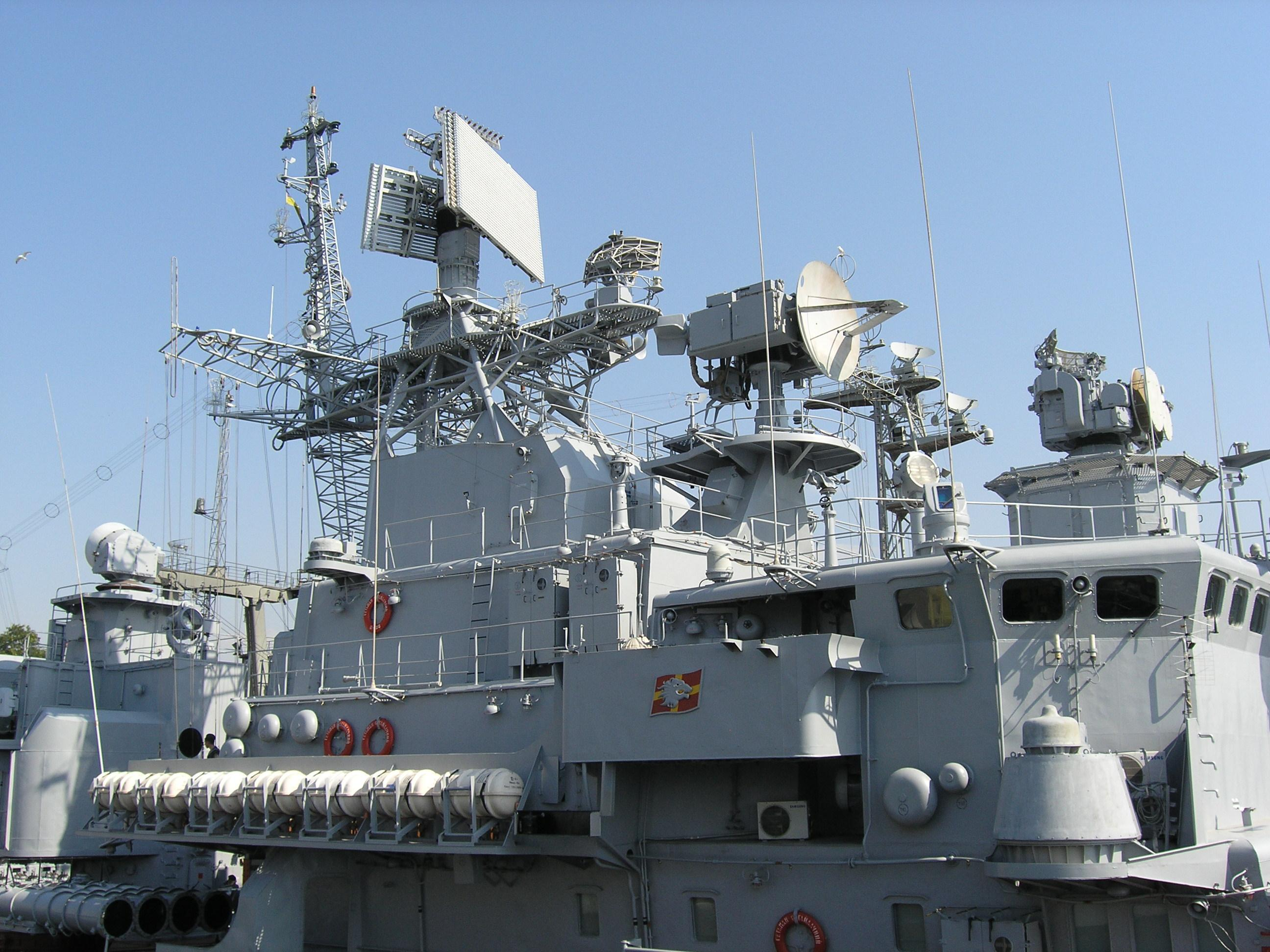
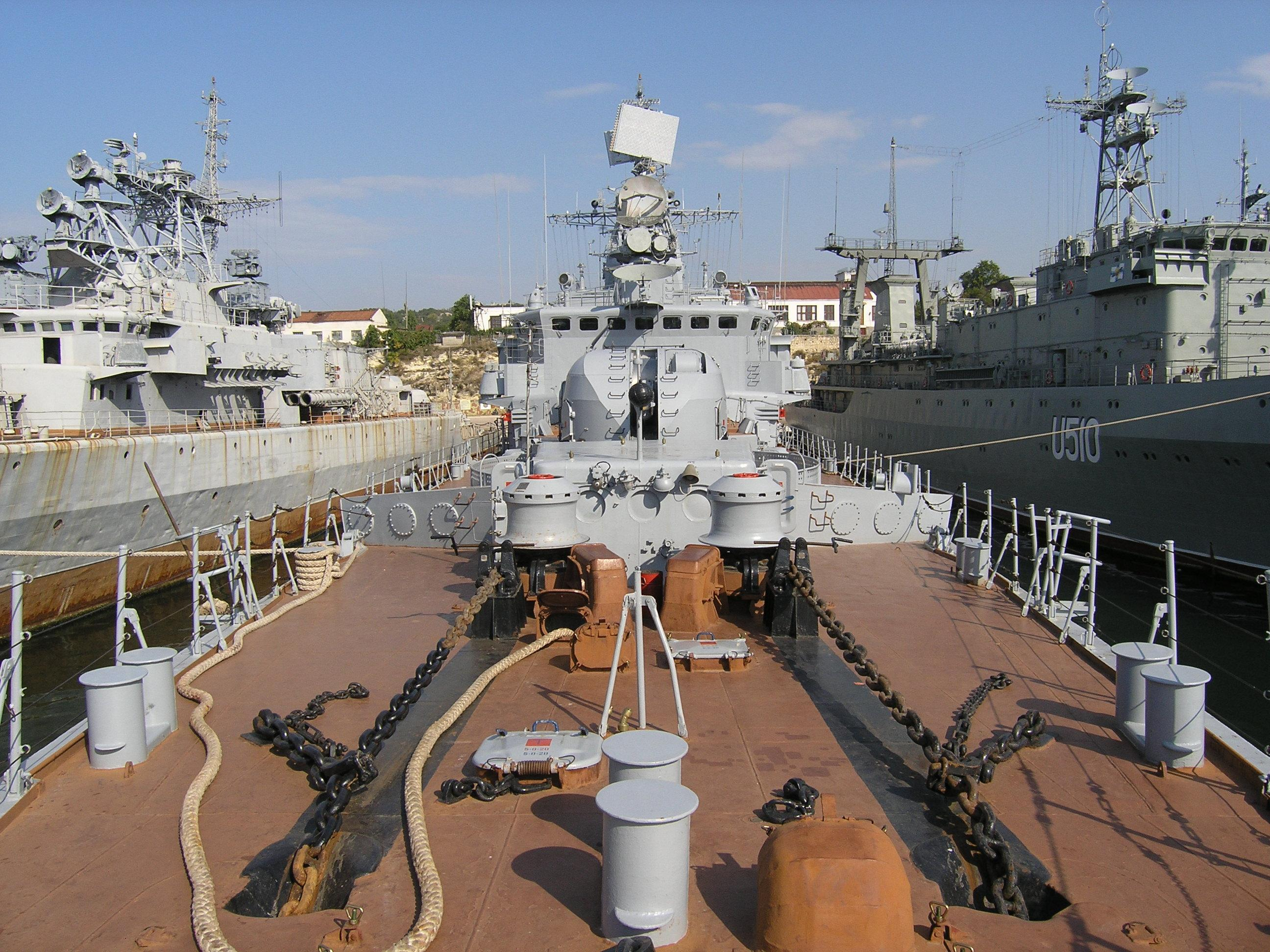
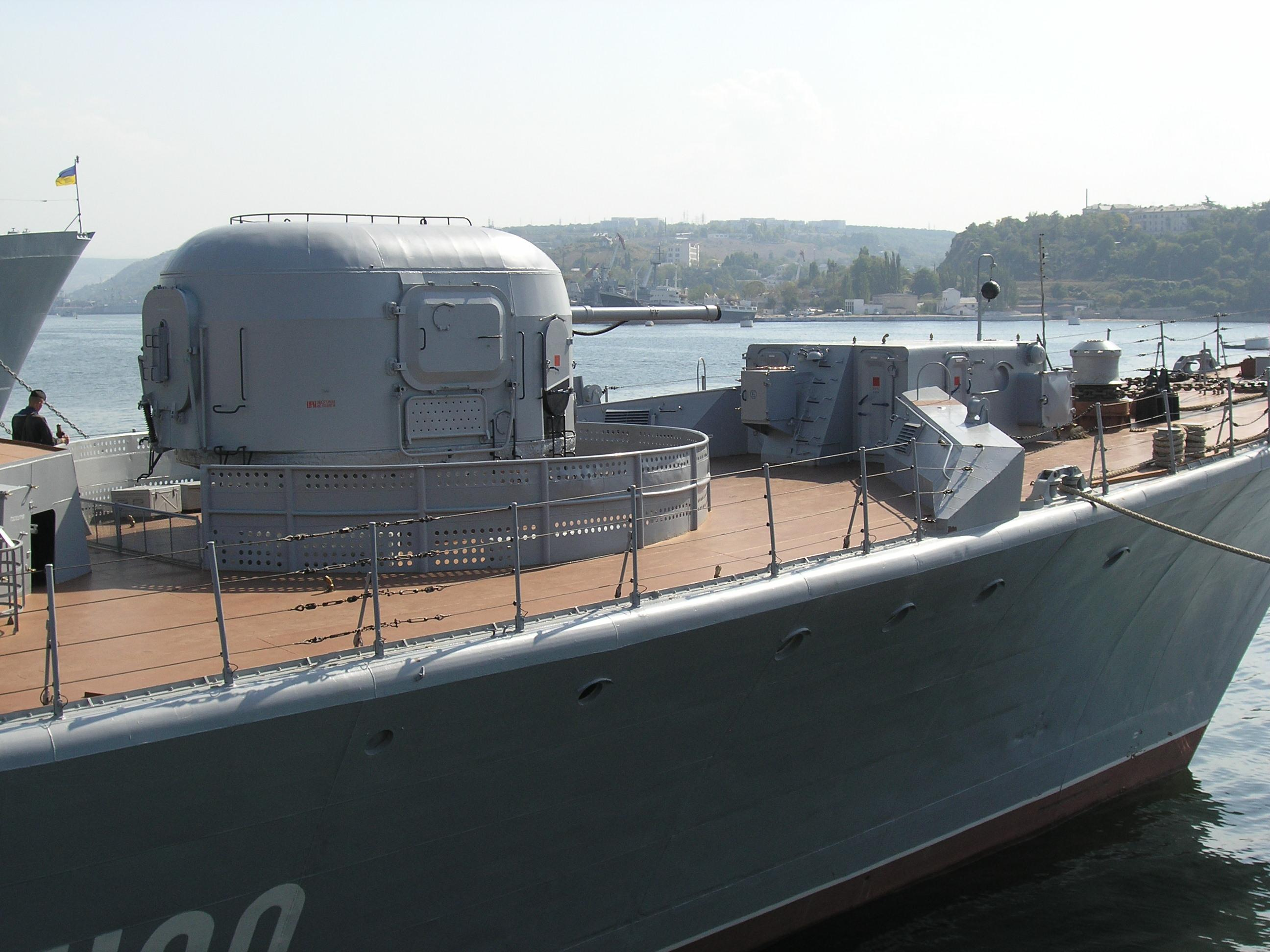

«Гетьман Сагайдачний» в Севастополі, 28 вересня 2005 року:

### Відео
- Фрегат «Гетьман Сагайдачний» (2018) [Архівовано 8 червня 2019 у Wayback Machine.] // Українська Правда, 12 червня 2018